# Prix Nika du meilleur film
Le Nika du meilleur film (russe : Премия «Ника» за лучший игровой фильм) est décerné chaque année par l'Académie Russe des Sciences et des Arts Cinématographiques (Российской академией кинематографических искусств). Ce palmarès existe depuis la création du prix qui a été décerné pour la première fois sous ce nom en 1988 (pour les films sortis en 1987). Les lauréats et les nommés sont énumérés ci-dessous.

## Palmarès

### Années 1980
1988
- Le Repentir de Tenguiz Abouladze
  - Longs Adieux de Kira Mouratova
  - Plioumboum, ou un jeu dangereux de Vadim Abdrachitov

1989
- L'Été froid de l'année 53 d'Alexandre Prochkine
  - La Petite Véra de Vassili Pitchoul
  - La Commissaire d'Alexandre Askoldov

### Années 1990
1990
- Achik Kérib, conte d'un poète amoureux de Sergueï Paradjanov et Dodo Abashidze
  - Le Pouvoir des Solovki (ru) de Marina Goldovskaïa (ru)
  - Le Serviteur de Vadim Abdrachitov

1991
- Le Syndrome asthénique de Kira Mouratova
  - Bouge pas, meurs, ressuscite de Vitali Kanevski
  - Taxi Blues de Pavel Lounguine

1992
- Promesse du ciel d'Eldar Riazanov
  - Pasport de Gueorgui Danielia
  - Le Chien pie qui court au bord de la mer de Karen Guevorkian (ru)

1993
- Encore, toujours encore ! de Piotr Todorovski
  - La Chasse aux papillons d'Otar Iosseliani
  - Urga de Nikita Mikhalkov

1994
- Makarov de Vladimir Khotinenko
  - Les Enfants des dieux de la fonte (ru) de Tamás Toth
  - Salades russes de Youri Mamine

1995
- Les Petites passions de Kira Mouratova
  - Riaba ma poule d'Andreï Kontchalovski
  - Katia Ismaïlova de Valeri Todorovski

1996
- Les particularités de la chasse nationale d'Alexandre Rogojkine
  - La Demoiselle-paysanne (ru) d'Alekseï Sakharov (ru)
  - Le Musulman de Vladimir Khotinenko

1997
- Le Prisonnier du Caucase de Sergueï Bodrov
  - Les Gens d'été (ru) de Sergueï Oursouliak
  - Ermak (ru) de Vladimir Krasnopolski et Valeri Ouskov (ru)
  - Aimer à la russe 2 (ru) d'Evgueni Matveev

1998
- Le Voleur et l'Enfant de Pavel Tchoukhraï
  - Le Frère d'Alekseï Balabanov
  - Le Temps du danseur de Vadim Abdrachitov

1999
- Des monstres et des hommes d'Alekseï Balabanov
  - Le Jour de la pleine lune (ru) de Karen Chakhnazarov
  - Les Silencieuses de Valeri Todorovski
  - Le Roman totalitaire (ru) de Viatcheslav Sorokine (ru)

### Années 2000
2000
- Khroustaliov, ma voiture ! d'Alexeï Guerman
  - La Baraque (ru) de Valeri Ogorodnikov (ru)
  - Le Tireur d'élite de Stanislav Govoroukhine

2001
- Le Journal de sa femme d'Alekseï Outchitel
  - Luna Papa de Bakhtiar Khudojnazarov
  - L'Âge tendre de Sergueï Soloviov

2002
- Taurus d'Alexandre Sokourov
  - Août 1944 de Mikhaïl Ptachouk (ru)
  - Faisons l'amour (ru) de Denis Evstigneïev

2003
- Le Coucou d'Alexandre Rogojkine
  - La Guerre d'Alekseï Balabanov
  - L'Étoile de Nikolaï Lebedev
  - L'Amant de Valeri Todorovski
  - Motifs tchékhoviens de Kira Mouratova

2004
- Le Retour d'Andreï Zviaguintsev
  - Bénissez la femme de Stanislav Govoroukhine
  - Koktebel de Boris Khlebnikov et Alekseï Popogrebski
  - Tempêtes magnétiques (ru) de Vadim Abdrachitov
  - L'Arche russe d'Alexandre Sokourov
  - Les Petites Vieilles de Guennadi Sidorov (ru)

2005
- Les Nôtres de Dmitri Meskhiev
  - Un chauffeur pour Véra de Pavel Tchoukhraï
  - Un long adieu de Sergueï Oursouliak
  - L'Accordeur de Kira Mouratova

2006
- Le 9e escadron de Fiodor Bondartchouk
  - Garpastum d'Alexeï Alexeïevitch Guerman
  - L'Italien d'Andreï Kravtchouk
  - Le Soleil de Alexandre Sokourov
  - Le Cosmos comme pressentiment d'Alekseï Outchitel

2007
- L'Île de Pavel Lounguine
  - Andersen, une vie sans amour (ru) d'Eldar Riazanov
  - Vivant d'Alexandre Veledinski
  - Jouer les victimes de Kirill Serebrennikov
  - Nage libre de Boris Khlebnikov

2008
- Mongol de Sergueï Bodrov
  - Cargaison 200 d'Alexeï Balabanov
  - Les Choses simples d'Alekseï Popogrebski
  - Voyage avec des animaux de compagnie de Vera Storojeva
  - La Sirène d'Anna Melikian

2009
- Les Zazous de Valeri Todorovski
  - Soldat de papier d'Alexeï Alexeïevitch Guerman
  - Champ sauvage de Mikhaïl Kalatozichvili
  - L'Empire disparu de Karen Chakhnazarov
  - Le Prisonnier d'Alekseï Outchitel

### Années 2010
2010
- Une pièce et demie d'Andreï Khrjanovski
  - La Toupie de Vassili Sigarev
  - La Salle no 6 de Karen Chakhnazarov
  - Petia sur le chemin du Royaume des Cieux de Nikolaï Dostal
  - Tsar de Pavel Lounguine

2011
- L'Affrontement d'Alexeï Outchitel
  - La Bataille de Brest-Litovsk d'Alexandre Kott
  - Comment j'ai passé cet été d'Alekseï Popogrebski
  - Kochegar d'Aleksei Balabanov
  - Le Dernier Voyage de Tanya d'Alekseï Fedortchenko

2012
- Il était une fois une bonne femme d'Andreï Smirnov
  - Elena d'Andreï Zviaguintsev
  - Vyssotski: Merci d'être vivant (ru) de Piotr Bouslov (ru)
  - Shapito Show de Sergueï Loban
  - Sibérie, monamour (ru) de Slava Ross (ru)

2013
- Faust d'Alexandre Sokourov
  - Le Tigre blanc de Karen Chakhnazarov
  - Le Chef d'orchestre de Pavel Lounguine
  - Kokoko de Avdotia Smirnova
  - La Horde d'Andreï Prochkine

2014
- Le géographe a bu son globe d'Alexandre Veledinski
  - Embrassez-vous ! de Jora Kryjovnikov
  - Une longue vie heureuse de Boris Khlebnikov
  - Subwave d'Anton Meguerditchev
  - Stalingrad de Fiodor Bondartchouk

2015
- Il est difficile d'être un dieu d'Alexeï Guerman
  - Les Nuits blanches du facteur d'Andreï Kontchalovski
  - L'Idiot ! de Youri Bykov
  - Le Souffle d'Alexandre Kott
  - Léviathan d'Andreï Zviaguintsev

2016
- Cher Hans, brave Piotr d'Alexandre Mindadze
  - Bataillon de Dmitri Meskhiev
  - Résistance de Sergueï Mokritski
  - La Fin d'une magnifique époque de Stanislav Govoroukhine
  - De l'amour de Anna Melikian
  - Le Pays d'Oz (ru) de Vassili Sigarev

2017
- Paradis d'Andreï Kontchalovski
  - La Dame de pique de Pavel Lounguine
  - Le Duelliste d'Alexeï Mizguirev
  - Le Recouvreur de dettes d'Alekseï Krassovski (ru)
  - Le Moine et le Démon de Nikolaï Dostal

2018
- Arythmie de Boris Khlebnikov
  - Comment Vitka a emmené Lekha chez les invalides (ru) d'Aleksandr Khant (ru)
  - Faute d'amour d'Andreï Zviaguintsev
  - Salyut 7 de Klim Chipenko
  - Tesnota, une vie à l'étroit de Kantemir Balagov
  - Tango balte (ru) de Pavel Tchoukhraï

2019
- La Guerre d'Anna d'Alekseï Fedortchenko
  - Dovlatov d'Alexeï Alexeïevitch Guerman
  - Histoire d'une nomination d'Avdotia Smirnova
  - Leto de Kirill Serebrennikov
  - L'Homme qui a surpris tout le monde de Natalia Merkoulova et Alexeï Tchoupov

### Années 2020
2020
- Le Français d'Andreï Smirnov
  - Ayka de Sergueï Dvortsevoï
  - Michel-Ange de Andreï Kontchalovski
  - Une grande fille de Kantemir Balagov
  - Odessa de Valeri Todorovski

2021
- Chers Camarades ! d'Andreï Kontchalovski
  - Docteur Lisa d'Oxana Karas
  - L'Épouvantail de Dmitri Davydov (ru)
  - Le Chasseur de baleine de Philippe Youriev (ru)
  - Le Journal du blocus d'Andreï Zaïtsev

2022
- Non décerné
  - Compartiment n° 6 de Juho Kuosmanen
  - Ivan Denissovitch de Gleb Panfilov
  - La Fuite du capitaine Volkonogov de Natalia Merkoulova et Alexeï Tchoupov
  - Les Poings desserrés de Kira Kovalenko
  - Médée de Aleksandr Zeldovitch
  - Les Leçons persanes de Vadim Perelman

2024
- Le Juste (Праведник) de Sergueï Oursouliak
  - 1993 d'Alexandre Veledinski
  - À nous et à vous ! (За нас с вами) d'Andreï Smirnov
  - Le Défi (Вызов) de Klim Chipenko
  - Trois Minutes de silence (Снегирь) de Boris Khlebnikov
  - Les Sensations d'Anna (Чувства Анны) d'Anna Melikian

2025
- Le Maître et Marguerite (Мастер и Маргарита) de Mikhaïl Lokchine
  - L'Air (Воздух) d'Alexeï Alexeïevitch Guerman
  - Regarde-moi (Смотри на меня!) de Vladimir Grammatikov
  - La Neige dans ma cour (Снег в моем дворе) de Bakour Bakouradzé
  - L'Été va se terminer (Кончится лето) de Maxime Arbougaïev (ru) et Vladimir Mounkouïev (ru)